# Брант, Крис
Кри́стофер Брант (род. 14 декабря 1984, Белфаст, Северная Ирландия) — североирландский футболист, полузащитник. Экс-игрок сборной Северной Ирландии. Тренер. Исполняющий обязанности главного тренера клуба «Вест Бромвич Альбион»

## Карьера

### Клубная

#### «Мидлсбро»
У Бранта были пробы как в «Манчестер Юнайтед», так и в «Мидлсбро». С последним в 2002 году был заключён контракт, но в основную команду так и не попал.

#### «Шеффилд Уэнсдей»
В марте 2004 года Брант перебрался в «Шеффилд Уэнсдей», заключив краткосрочный контракт, будучи арендованным у «Мидлсбро». Вскоре после этого Брант заключил полноценное двухлетнее соглашение с клубом. В сезоне 2004/05 «Совы», за которых Брант забил пять мячей, вышел из Первой лиги в Чемпионшип. В июле 2005 года Брант продлил контракт с клубом ещё на один год. В следующем сезоне Брант забил семь мячей, став лучшим бомбардиром клуба. В течение сезона 2006/05 количество появлений Бранта в составе клуба превысило сто, что сделало его самым опытным игроком клуба в то время.

#### «Вест Бромвич Альбион»
14 августа 2007 года руководство клуба «Вест Бромвич Альбион» приняло решение о подписании четырёхлетнего контракта с Брантом. Соглашение было подписано на следующий день, сумма контракта составила 3 миллиона фунтов стерлингов, который также включал прибавку в размере 500 тысяч фунтов в зависимости от достигнутых результатов.
В составе команды Брант дебютировал 1 сентября 2007 года в домашнем матче против «Барнсли», выйдя на замену во втором тайме матча, в котором хозяева победили со счётом 2:0. Свой первый мяч Брант забил 22 сентября 2007 года в победном матче на выезде против «Сканторп Юнайтед».

### В сборной
За сборную Северной Ирландии Брант выступает с августа 2004 года. Первый мяч за сборную Брант забил 11 февраля 2009 года в матче против сборной Сан-Марино, завершившийся победой североирландцев.

### Тренерская
25 декабря 2024 года после ухода главного тренера клуба «Вест Бромвич Альбион» Карлоса Корберана в испанскую «Валенсию» Крис Брант был назначен и.о. главного тренера команды.